# Jacek Baczak
Jacek Baczak (ur. 1967 w Bielsku-Białej) – prozaik, laureat Nagrody Kościelskich z wykształcenia pedagog specjalny. 
Doradca zawodowy i pracownik Środowiskowego Centrum Pomocy w Bielsku-Białej. Koordynuje pracę komisji złożonych z lekarzy, psychologów, doradców zawodowych i pracowników socjalnych Miejskiego Zespołu ds. Orzekania o Niepełnosprawności. Współpracuje z zakładami pracy chronionej powiatu bielskiego ziemskiego przy tworzeniu Indywidualnych Programów Rehabilitacji niepełnosprawnych pracowników zakładów, uczestnicząc w Komisjach Rehabilitacyjnych.
Laureat Nagrody Kościelskich i nagrody prezydenta miasta Bielska-Białej IKAR w roku 1996 za twórczość literacką – książka „Zapiski z nocnych dyżurów” (ISBN: 83-7006-584-8) powstała podczas odpracowywania służby wojskowej w Domu Pomocy Społecznej. Książka ta jest zwięzłym zapisem obcowania ze starością, chorobą, samotnością i śmiercią. W 2021 roku, w dwudziestą piątą rocznicę przyznania nagrody Kościelskich, Wydawnictwo Wolno wznowiło „Zapiski z nocnych dyżurów” – w nowej edycji graficznej i z posłowiem prof. Dariusza Czai. 
Studiował malarstwo na WSP w Krakowie. Po przerwaniu studiów imał się różnych zajęć – kopał rowy, mył szyby, aż dostał powołanie do wojska. Służbę wojskową odpracował jako salowy w zakładzie dla nieuleczalnie chorych. Po tym doświadczeniu został pedagogiem specjalnym, jest też doradcą zawodowym i pracownikiem socjalnym. Pracował w Domu Pomocy Społecznej, w Wojewódzkim Urzędzie Pracy, w Środowiskowym Centrum Pomocy. Maluje obrazy i miewa wystawy swoich prac.

## Twórczość
Proza
- Zapiski z nocnych dyżurów, Społeczny Instytut Wydawniczy Znak, Kraków 1995[6]
- Zapiski z nocnych dyżurów, Społeczny Instytut Wydawniczy Znak, Kraków 1997[7]
- Zapiski z nocnych dyżurów, posłowie Dariusz Czaja, Wydawnictwo Wolno, Lusowo 2021 (wydanie III zmienione)[8]